# Аннин, Борис Дмитриевич
Бори́с Дми́триевич А́ннин (род. 18 октября 1936 года, совхоз им. Сталина, Воронежская область) — советский и российский учёный в области механики деформируемого твёрдого тела.

## Биография
Борис Дмитриевич Аннин родился 18 октября 1936 года в совхозе имени И. В. Сталина (позднее переименован в совхоз имени В. И. Ленина) Шульгинского района Воронежской области (в 1939 году район передан в состав Тамбовской области, а в 1956 году упразднён с включением его территории в состав Мордовского района). В 1955 году поступил на механико-математический факультет Московского государственного университета и в 1959 году окончил его с отличием.
С 1959 года работал в Институте гидродинамики Сибирского отделения АН СССР: в 1959—1962 годах — аспирант этого института, с 1962 года — младший, а с 1965 года — старший научный сотрудник. В 1963 году защитил диссертацию на соискание учёной степени кандидата физико-математических наук, а в 1971 году — диссертацию на соискание учёной степени доктора физико-математических наук. В 1974—2013 годах — заведующий лабораторией механики композитов, позднее также — заведующий отделом механики деформируемого твёрдого тела Института гидродинамики.
С 1959 года также преподаёт по совместительству в Новосибирском государственном университете. Здесь он работал доцентом кафедры упругости и пластичности (1964—1965), доцентом кафедры теоретической механики (1965—1973), заместителем декана механико-математического факультета (1966—1970), профессором кафедры теоретической механики (1973—1982); с 1982 года — профессор кафедры механики деформируемого твёрдого тела. В 1974 году Б. Д. Аннину присвоено учёное звание профессора, а в 1987 году он стал заведующим кафедрой механики деформируемого твёрдого тела НГУ.
26 мая 2000 года Б. Д. Аннин был избран членом-корреспондентом Российской академии наук (РАН) по Отделению проблем машиностроения, механики и процессов управления. 22 декабря 2011 года Б. Д. Аннина избрали действительным членом РАН по Отделению энергетики, машиностроения, механики и процессов управления.
Б. Д. Аннин является членом редколлегии журнала СО РАН «Прикладная механика и техническая физика», «Сибирского журнала индустриальной математики», журнала «Вестник НГУ: математика, механика, информатика». Член Российского Национального комитета по теоретической и прикладной механике, Научного совета РАН по механике деформируемого твёрдого тела; руководитель научной школы «Неупругое деформирование и разрушение неоднородных сред и конструкций»

## Научная деятельность
Областью научных интересов Б. Д. Аннина является механика деформируемого твёрдого тела. Его исследования посвящены решению разнообразных упругопластических задач, изучению характеристик композитных материалов и синтезу композитов с заданными термоупругими и прочностными характеристиками. Он стал инициатором применения метода группового анализа Ли — Овсянникова в механике деформируемого твёрдого тела.
В исследованиях Б. Д. Аннина по методам решения упругопластических задач предложен новый подход к решению классической задачи упруго-пластического кручения (который позволил для произвольного выпуклого контура доказать теорему существования и единственности решения), развиты методы решения плоских упругопластических задач о концентрации напряжений вблизи отверстий, разработаны и реализованы численные алгоритмы решения контактных упругопластических задач о динамическом нагружении слоистых плит и косом соударении пластин, основанные на теории вариационных неравенств.
Б. Д. Анниным созданы оригинальные модели деформирования и разрушения дисперсно-армированных композитных сред, дан вывод приближённых уравнений упругого деформирования слоистых тел. Совместно с коллегами им создана установка на сложное нагружение с автоматическим программированием напряжённого состояния, на которой выполнен ряд экспериментальных исследований свойств традиционных и новых (композиты, высокопрочные судостроительные стали) материалов в условиях сложного нагружения.
Является автором 135 научных работ, включая 7 монографий. Воспитал 19 кандидатов и 8 докторов наук. Известные ученики — А. М. Хлуднев, В. М. Садовский, С. Н. Коробейников.

## Публикации
- Упруго-пластическая задача (совместно с Г. П. Черепановым, 1983)
- Групповые свойства уравнений упругости и пластичности (1985)
- Синтез слоистых материалов и конструкций (1988)
- Расчёт и проектирование композиционных материалов и элементов конструкций (1993)
- Поведение материалов в условиях сложного нагружения (1999)
- Механика деформирования и оптимальное проектирование слоистых тел (2005)